# مطبخ مغاربي

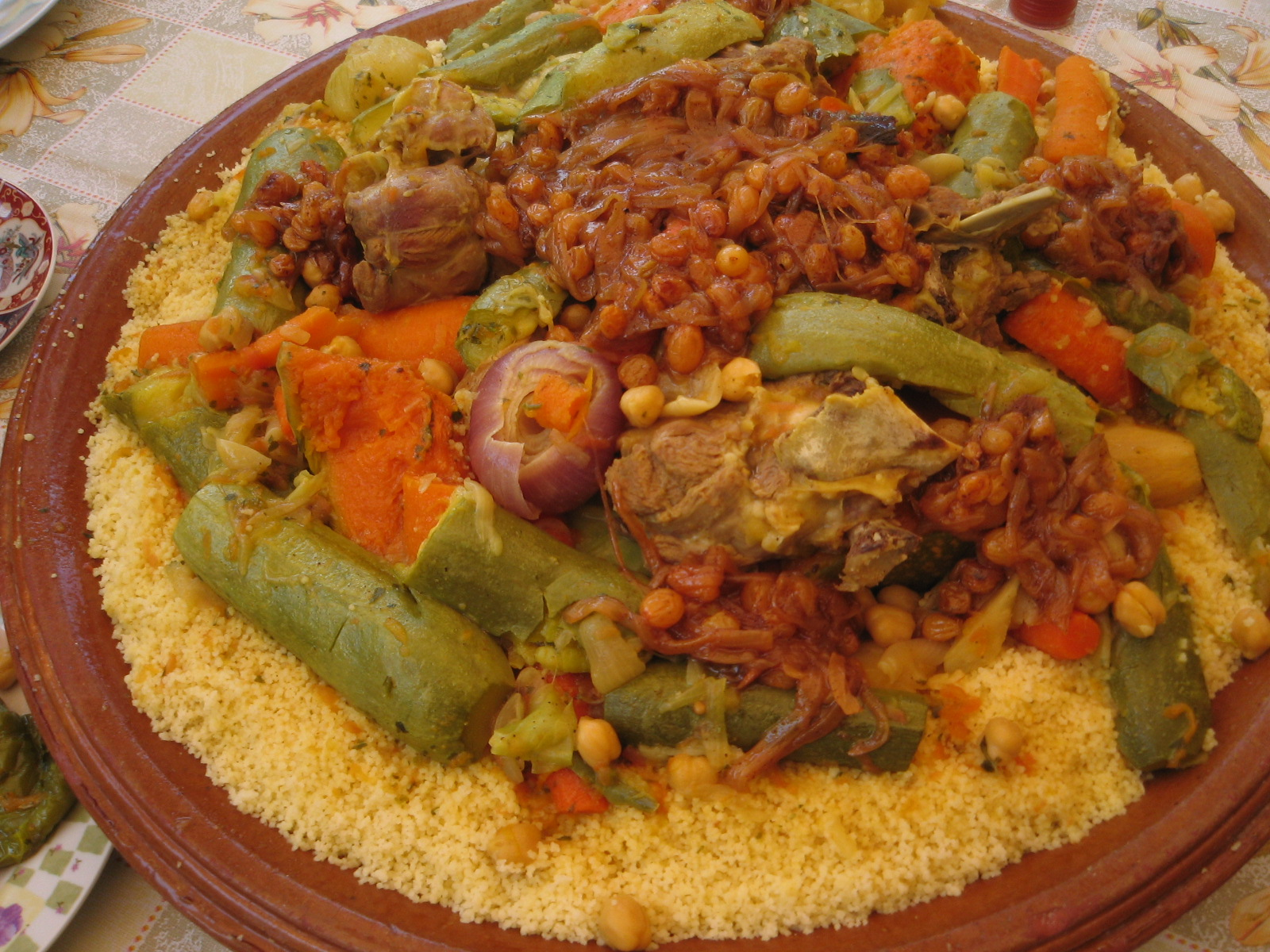
الكسكس، يُقدم هنا في الصورة مع الخضار واللحوم، هو أحد أكثر الأطباق تميزًا في المغرب العربي.

المطبخ المغاربي هومطبخ منطقة المغرب العربي، الجزء الشمالي الغربي من أفريقيا على طول البحر الأبيض المتوسط، والمكون من دول الجزائر وليبيا وموريتانيا والمغرب وتونس. ومن الأطباق الشهيرة في المنطقة الكسكس والبسطيلة والطاجين والشكشوكة.

## الأصل

المغرب العربي

يشمل المطبخ المغاربي، المنطقة الغربية من شمال أفريقيا، مطابخ الجزائر والمغرب وتونس وليبيا، وهو في الأصل مزيج من المأكولات العربية والبربرية والمتوسطية، بالإضافة إلى تأثيرات تاريخية من المأكولات العثمانية والأوروبية. كما تأثرت مطابخ الجزائر وتونس وليبيا والمغرب أيضًا بالمطبخ الفرنسي والإيطالي.

## المطبخ
في المطبخ المغاربي، تُعتبر المأكولات القمح (الخبز  والكسكس)، الأسماك، والمأكولات البحرية، ولحوم الماعز، ولحم الضأن، ولحم البق، والتمر، واللوز، والزيتون، والخضروات والفواكه المختلفة هي الأطعمة الرئيسية الأكثر شيوعًا.
وبما أن المنطقة ذات أغلبية مسلمة، فإن اللحوم الحلال عادة ما تؤكل فيها. وتكون معظم الأطباق متبلة.
ويُعد استخدام البقوليات والمكسرات والفواكه والتوابل بارزًا جدًا في المطبخ المغاربي. يعتبر الحامض المصير والزيتون "المملح بالزيت" من العناصر المميزة للمطبخ المغاربي.
أشهر ما يكون في المطبخ المغاربي هو الكسكس، المصنوع من سميد القمح. ويعتبر الطاجين، والمكون من وعاء للطبخ مصنوع من الطين، أيضًا قاسمًا مشتركًا في هذه المنطقة، على الرغم من أن الأطباق وطرق التحضير تختلف على نطاق واسع. على سبيل المثال، الطاجين في تونس يكون عبارة عن طبق يشبه الكيش المخبو، بينما في المغرب يكون عبارة عن حساء مطبوخ ببطء. البسطيلة هي أيضًا طبق أندلسي مهم في المنطقة.

### التوابل
التوابل الموجودة في المطبخ المغاربي هي الزنجبيل والبهار والكراوية والزعفران والبابريكا والقرنفل والكمون والكزبرة والفلفل الحار والكركم. كما أن النعناع الطازج، والبقدونس، أو الكزبرة هي أيضا شائعة جدًا. كما يتم استخدام خلطات التوابل مثل راس الحانوت والبهارات ومعاجين الفلفل الحار مثل الهريسة (خاصة في تونس) بشكل بارز أيضًا.

### معرض الصور

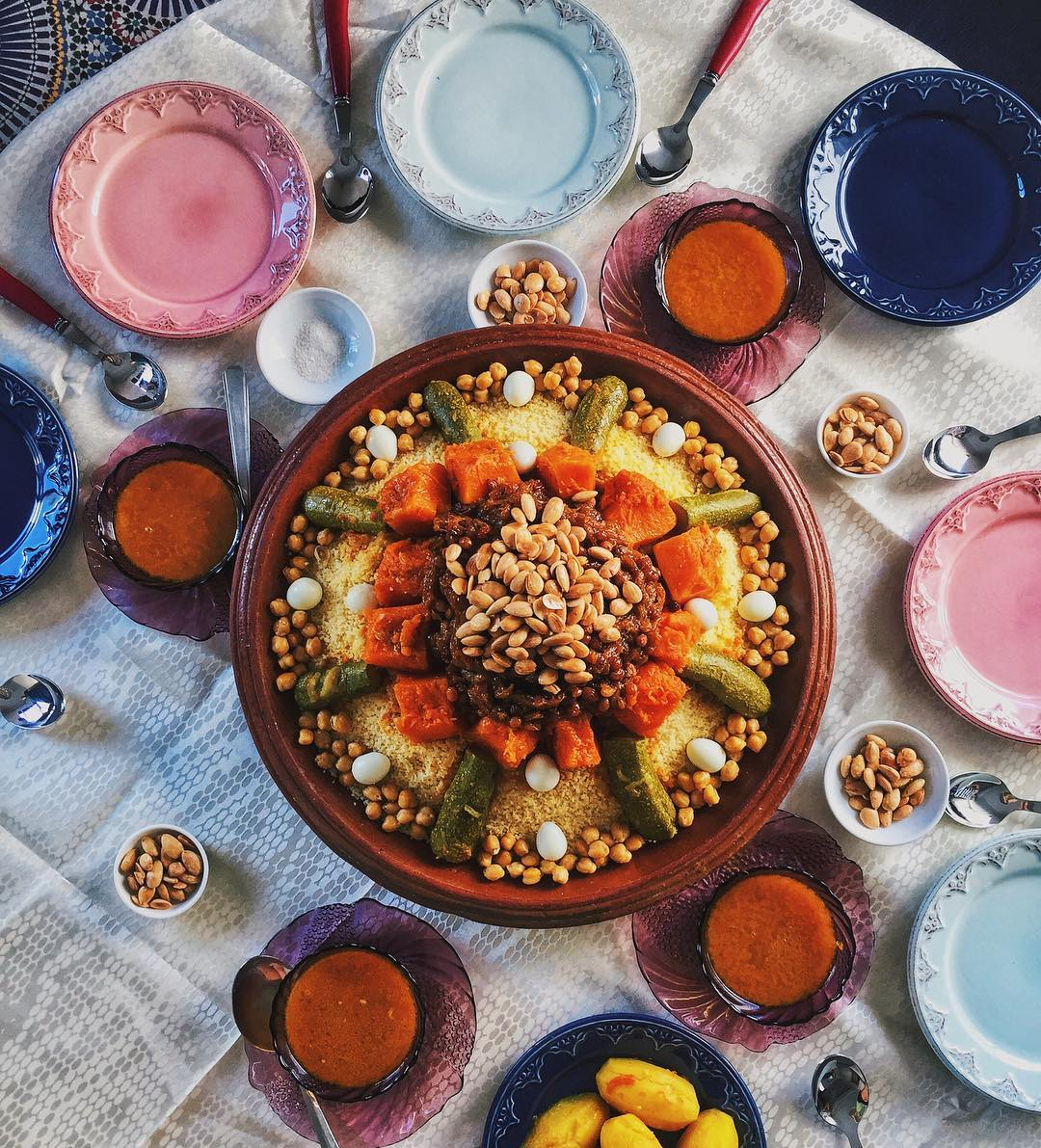
كسكس بالخضار، مغطى بالطحينة واللوز المحمص
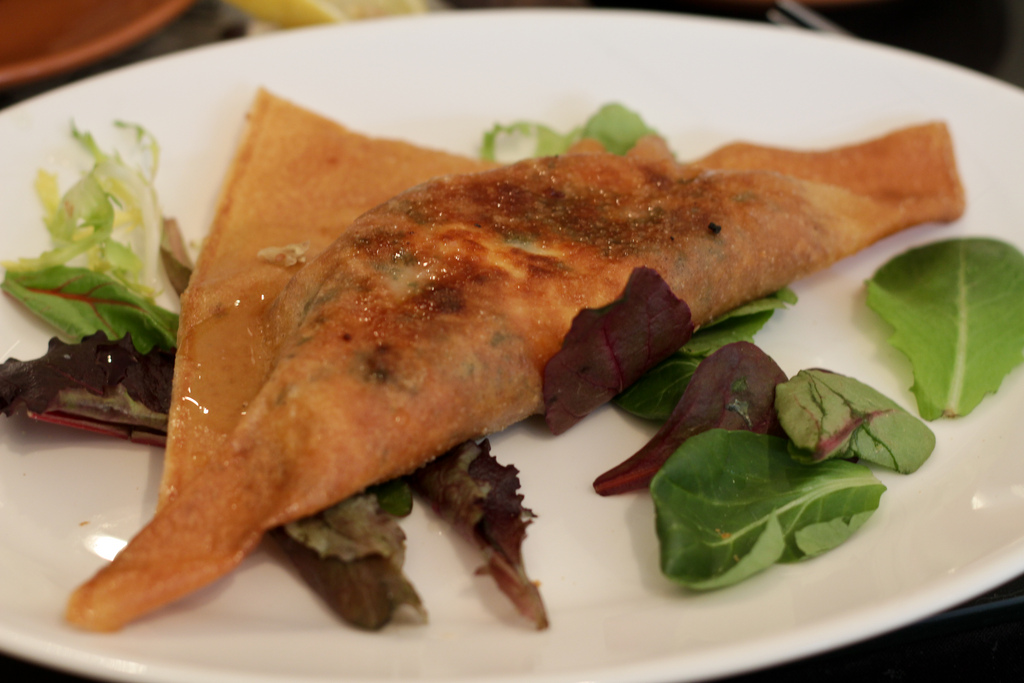
بريك مع البيض والتونة والبصل والبقدونس
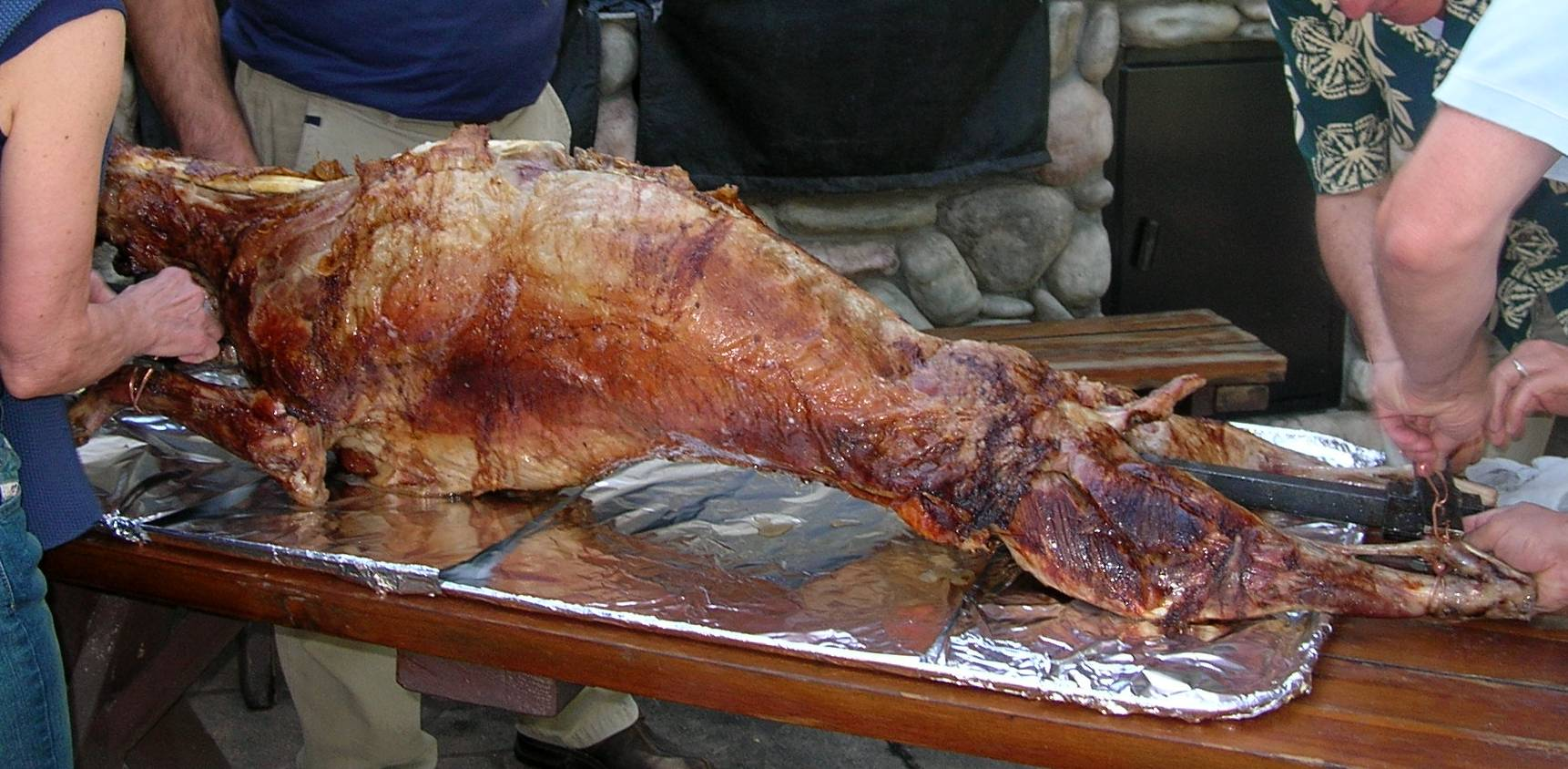
مشوي، خروف كامل مشوي على السيخ
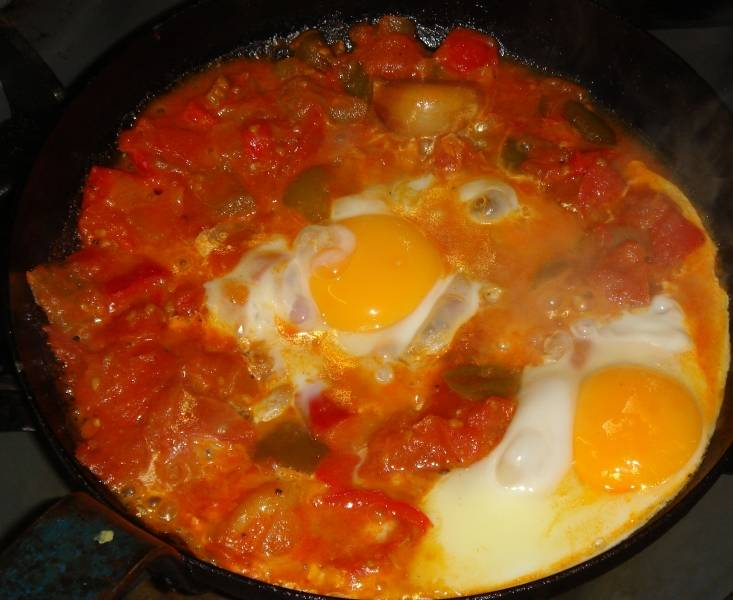
شكشوكة بالبيض
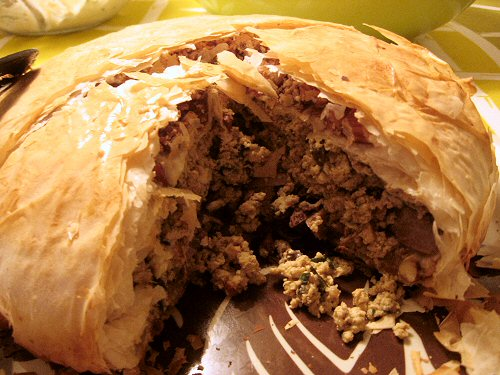
بسطيلة باللحم
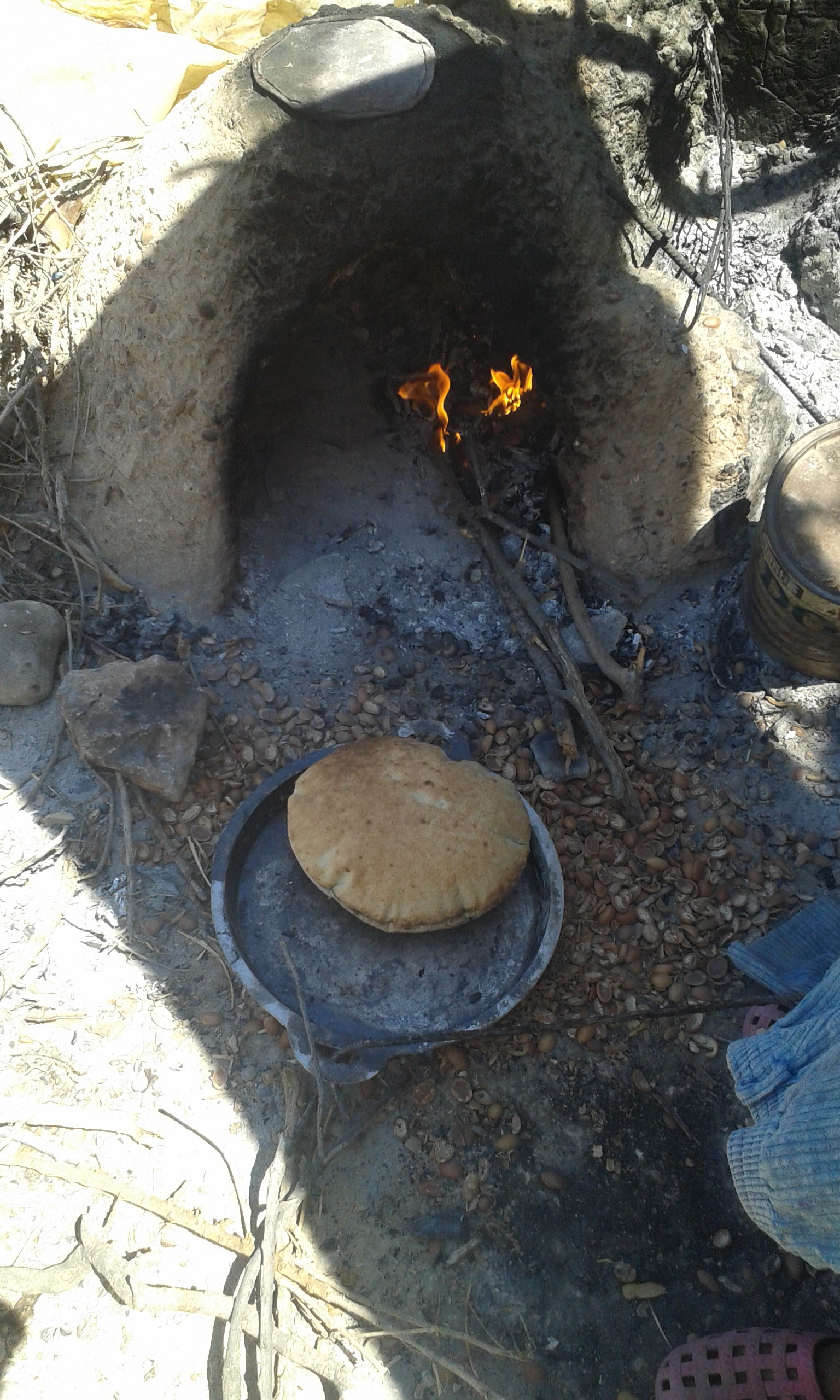
خبز مخبوز بالطريقة التقليدية
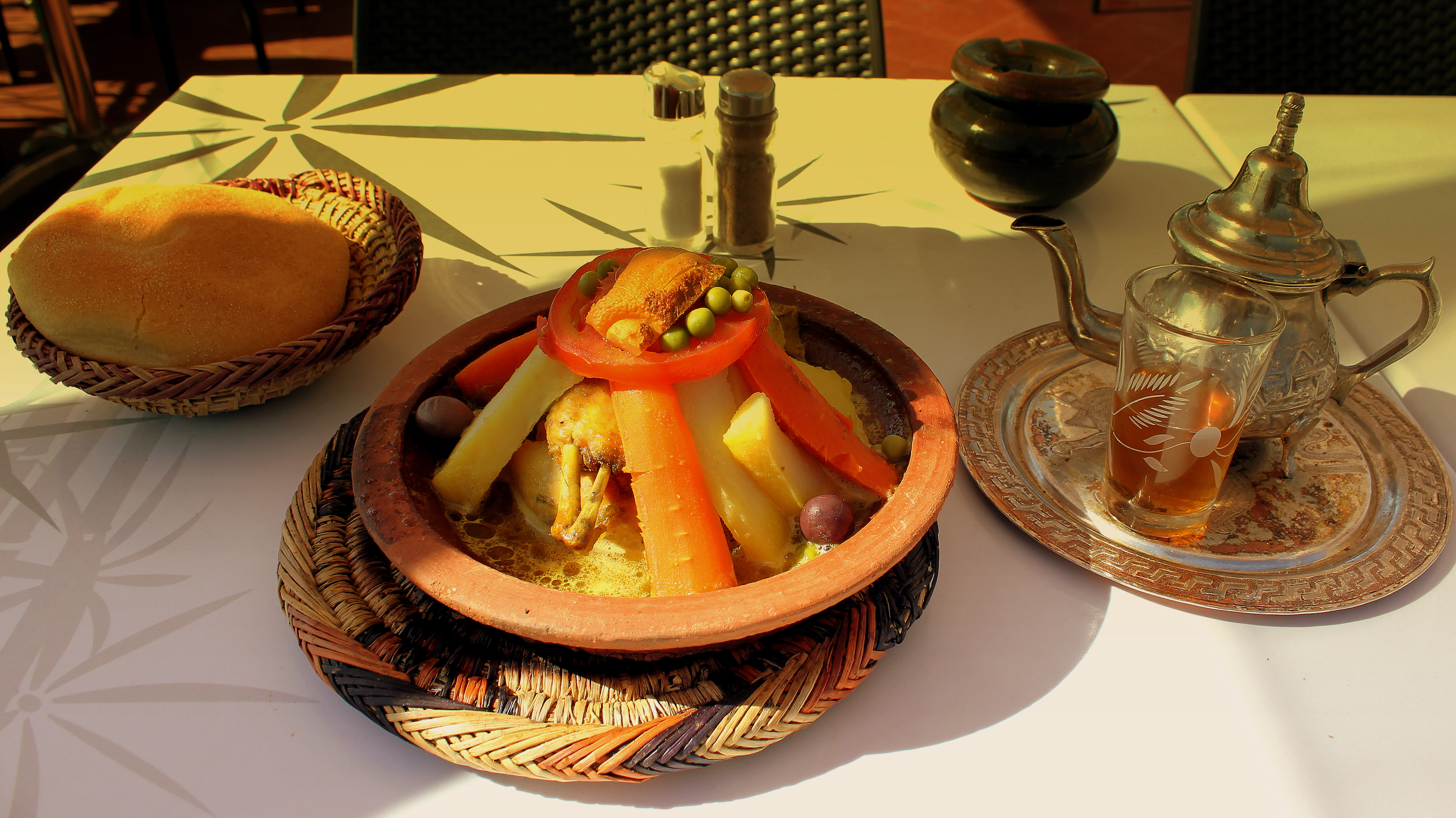
طاجن مغربي بالخبز والشاي بالنعناع
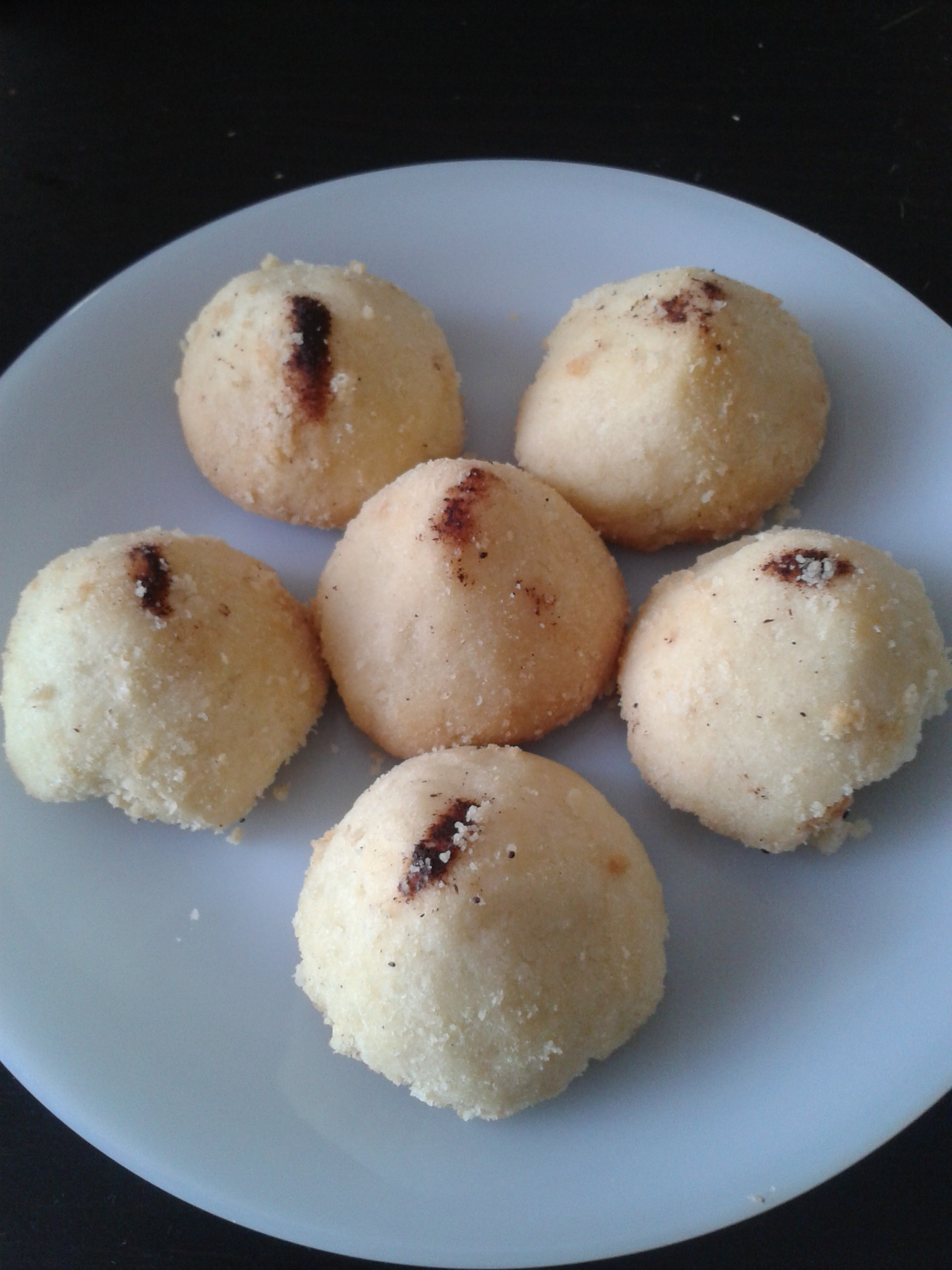
غريبة
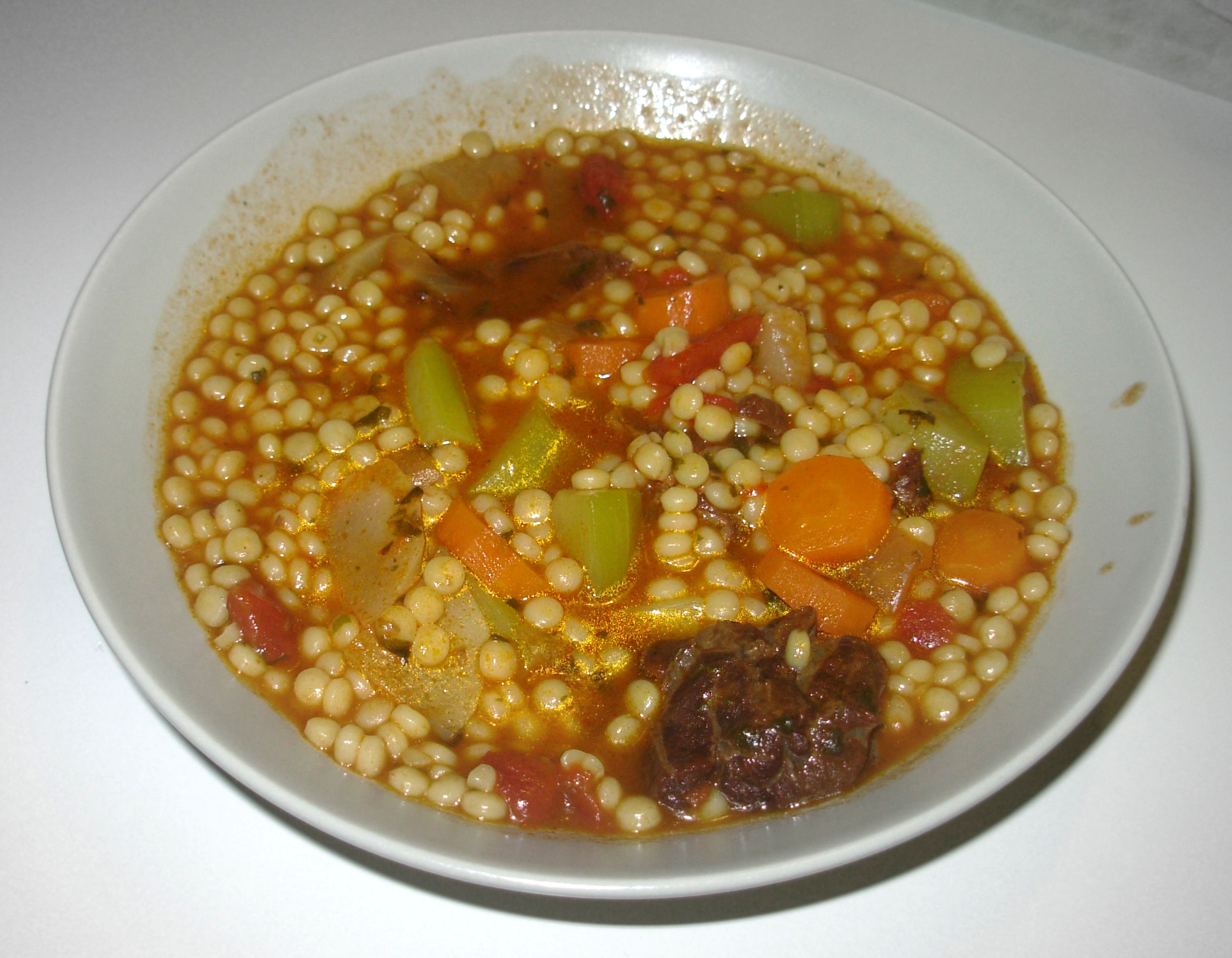
بركوكيس